# مالک شریعتی
مالک شریعتی نیاسر (زاده ۱۳۵۹ در تهران) سیاستمدار ایرانی است که نماینده دوره یازدهم و دوازدهم مجلس شورای اسلامی از حوزه انتخابیه تهران، ری، شمیرانات، اسلامشهر و پردیس است.
شریعتی بعد از انتخاب به عنوان نماینده مجلس در سال ۱۳۹۹ و ورود به کمیسیون انرژی، بر روی قانون‌نویسی در حوزه تغییر بازار حامل‌های انرژی متمرکز شد. او در زمینه اقتصاد انرژی یا بازارسازی برای آن تخصصی نداشت. وی در زمینه مدیریت مصرف انرژی عمدتاً پیگیر رویکردهای مبتنی بر پاداش صرفه‌جویی و دولتی کردن عمل صرفه‌جویی مصرف انرژی و قوانین و بخشنامه‌های ابلاغ شده بر اساس آن بود که نحوه پیاده سازی آن اختراع وطنی بوده و در دنیا مرسوم نبود. رویکرد پاداش صرفه‌جویی برای تشویق به مدیریت مصرف حامل‌های انرژی در سال ۱۳۹۴ و دور اول ریاست جمهوری حسن روحانی با ابلاغ ماده ۱۲ قانون رفع موانع رقابت‌پذیر وارد سیاست‌گذاری برای حامل‌های انرژی در ایران شد که جایگزین اصلاح اقتصاد انرژی به شکل متداول و طرح‌هایی مثل هدفمندسازی یارانه‌ها و موارد بهتر آن بود. شریعتی اجرای این ماده ۱۲ را راهکاری برای حل ناترازی انرژی در ایران می‌دانست. طبق این ماده قانونی، فقط افراد و صنایع مٌصرف حامل‌های انرژی می‌توانستند با کاهش چشمگیر مصرف خود و محاسبه آن توسط مأمور دولتی محاسبه آن، پاداش صرفه‌جویی بگیرند و عموم مردم که کم‌مصرف یا خوش مصرف بودند هیچ سهمی بابت خوش‌مصرفی خود نمی‌گرفتند. همچنین دولت مجبور به گذاشتن مأمور و بپا برای محاسبه میزان کاهش مصرف مثلاً برق مصرفی تک تک این بنگاه‌ها و افراد می‌شد، درحالی که آن‌ها می‌توانست مصرف برق را با مصرف گاز و آب بیشتر جایگزین کنند و پاداش صرفه‌جویی برق بگیرند. این سازوکار محاسبه صرفه‌جویی انجام شده پر از ناکارآمدی و فساد بخاطر تعریف امضای طلایی دولتی جدید بود.
بعد مدتی، شریعتی اذعان به ناکارآمدی ماده ۱۲ قانون رفع موانع رقابت پذیر در اصلاح ناترازی انرژی کرد، ولی دلیل آن را ناکارآمدی ساختار تعریف شده برای پاداش صرفه‌جویی دانست و نه اصل دولتی کردن فرایند انجام صرفه‌جویی مصرف انرژی و محاسبه و پرداخت دولتی پاداش صرفه جویی آن‌ها. مدتی بعد با هدف اعلامی بهبود اثر رویکرد پاداش صرفه‌جویی در کنترل مصرف انرژی، ماده ۴۶ برنامه هفتم توسعه توسط شریعتی و همکاران نوشته و ابلاغ شد که علاوه بر پاداش صرفه‌جویی، سهمیه‌ای نیز برای افراد نیازمند درنظر گرفته بود که به آن‌ها نیز سهمی از یارانه انرژی خارج از طرح پاداش صرفه‌جویی داده شود، ولی ماهیت رویکرد دولتی کردن صرفه‌جویی مصرف انرژی و ندادن سهم مردم از حامل‌های انرژی به عدالت تغییری نداشت.

## پیشینه علمی
شریعتی عضو هیئت علمی پژوهشگاه نیرو است و در حوزه‌های مرتبط با انرژی‌های تجدیدپذیر و بهینه‌سازی مصرف انرژی، تحقیقات و پژوهش‌های نیز انجام داده است.

## عملکرد و دیدگاه‌ها

### یارانه انرژی؛ برای عموم مردم غیرنقدی، برای خواص نقدی و دلاری
شریعتی در دی ۱۴۰۳ بیان می‌کند که نباید راه حل قیمتی در مورد حامل‌های انرژی اولویت باشد و ما در مجلس در بستن بودجه، اجازه افزایش قیمت سوخت را نداده‌ایم. این درحالی که شریعتی، خود پیگیر راه حل‌های پاداش صرفه‌جویی برای مدیریت مصرف حامل‌های انرژی در قالب ماده ۱۲ قانون رفع موانع رقابت پذیر یا ماده ۴۶ برنامه هفتم توسعه (که شریعتی در نوشتن آن سهم چشمگیری داشت) بود که در آن‌ها، راه حل غیر قیمتی پرداخت یارانه حامل‌های انرژی فقط شامل سهم عموم مردمِ کم مصرف از این منابع می‌شد که سهم آن‌ها غیرنقدی و غیرمستقیم توسط دولت با کنترل قیمت این حامل‌ها ارائه شود که بخش اعظم این حامل‌های انرژی کنترل قیمت شده به اسم یارانه به مردم دادن در نهایت به مصرف صنایع و افراد پرمصرف می‌رسید و نه مردم عادی. اما در این طرح‌ها و قوانین، با ایجاد سازوکار‌هایی مثل حساب بهینه‌سازی مصرف انرژی، شریعتی و همکاران برنامه‌ریزی کرده بودند پاداش صرفه‌جویی حامل انرژی افراد پرمصرف و شرکت‌ها به شکل نقدی، دلاری (به قیمت روز صادرات این فرآورده‌ها) و آنی به حساب این بخش‌ها از جامعه ریخته شود. لذا راهکارهای غیرقیمتی و غیرنقدی شریعتی و همکاران فقط در نحوه پرداخت سهم مردم عادی از حامل‌های انرژی دنبال شد.

## حواشی

### فیش حقوقی
تیر سال ۱۴۰۲ و در زمانیکه مالک شریعتی رئیس کمیته تحقیق از حقوق‌های نجومی در مجلس شورای اسلامی بود؛ فیش حقوقی صد میلیون تومانی منتسب به او منتشر شد و موجی از واکنش را در پی داشت. شریعتی این فیش را مربوط به مخارج اداری که نمایندگان به صورت نقدی از مجلس دریافت می‌کنند دانسته و اعلام کرد که این فیش حقوقی وی نیست.

### پخش شب‌نامه به هنگام بررسی صلاحیت وزیر پیشنهادی میراث فرهنگی و گردشگری
به هنگام بررسی صلاحیت رضا صالحی امیری وزیر پیشنهادی میراث فرهنگی و گردشگری دولت چهاردهم، مالک شریعتی مبادرت به پخش شب‌نامه نمود که این اقدام وی اعتراض نمایندگان را در پی داشت و محمدباقر قالیباف رئیس مجلس هم اقدام وی را محکوم نمود.